# Onthophagus tungkamungensis
Onthophagus tungkamungensis là một loài bọ cánh cứng trong họ Bọ hung (Scarabaeidae).